# 石圳聯通管小水力發電廠

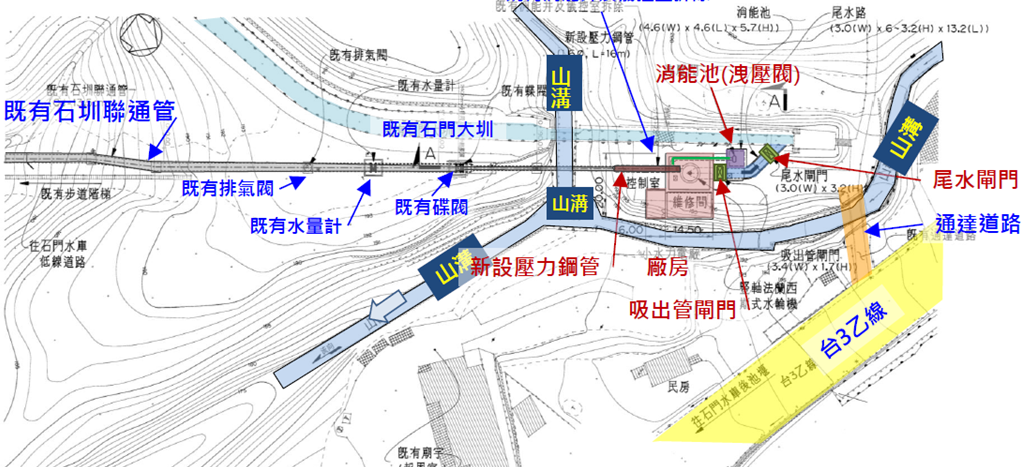
石圳聯通管小水力發電廠工程布置圖

石圳聯通管小水力發電廠位於臺灣桃園市龍潭區石門寮，由台灣電力公司所投資興建，該發電廠引水自石門水庫增設取水工後段，石門大圳聯通管末端之落差進行水力發電，預計將於2023年6月竣工商轉，完工後預計交由鄰近石門發電廠管理與營運。

## 沿革

### 背景

#### 石門水庫增設取水工
石門水庫興建之初主要以農業灌溉為主，經過時代變遷，民生用水也成為水庫重要之運作目的，而在2004年8月中度颱風艾利侵襲，造成石門水庫大量淤積，水庫底層之原有石門大圳取水口原水濁度過高，超出自來水公司淨水場處理能力，導致桃園地區大規模停水事件，因此主管石門水庫之經濟部水利署北區水資源局於石門水庫計畫增設一座分層取水工，可在颱風來襲時依照水庫原水濁度，分層啟用底、中、高三層取水口，可降低取用到混濁原水的機率。
增設取水工工程由中華工程公司得標興建，於2006年6月30日動工，2009年12月23日完成中層與高層取水工，總工程耗資新臺幣12.19億元。

#### 計畫
早在2008年12月北區水資源局就針對增設取水工評估過設置水力發電廠之可行性評估，當時計畫廠址規劃在石門水庫福華飯店下方的後池堰左岸，設計水頭43.53公尺，設計流量12秒立方公尺，裝置容量4,400kW，機組選用豎軸法蘭西斯式水輪發電機，預計投資金額為新臺幣5億元。
經濟部水利署配合政府堆動再生能源政策，並希望在2025年時臺灣電力系統的再生能源比例可達到百分之二十，因此盤點臺灣各地轄屬引水設施中適合開發小水力發電之廠址，石門水庫增設取水工小水力發電案重新浮出檯面，並且水利署於2017年2月22日與台灣電力公司的「經濟部水利署與台電公司合作開發小水力加速公共建設投資協商會議」決議，由北區水資源局轄屬的石圳聯通管小水力發電廠，交由台灣電力公司來開發並營運。
經台電與北中南三處水資源局共同協商後，列出全臺共七處，包含石圳聯通管在內的小水力發電廠址由台電投資興建，其中石圳聯通管計畫初步規畫利用增設取水工後段銜接石門大圳圳路處，設置小水力發電廠，總裝置容量3,740kW，年發電量達14.83百萬度。於2018年1月台電呈報董事會通過。爾後因能源局「再生能源發展條例」修法水力發電躉購費率調升，北區水資源局再度與台電協商，最大發電水量由每秒10立方公尺提升至每秒12立方公尺，使得裝置容量提高到4,540kW，年發電量增加到16.13百萬度。

### 施工
2018年4月26日小水力發電計畫的涉及單位，台電公司、北區水資源局及石門農田水利會（現農田水利署石門管理處）等，於預定廠址現勘，並就電廠規劃配置、涉及土地取得、現場既有設施拆除，及臨時設施遷建等議題達成共識，台電即預備對外招標施工，最終由南寧工程與興安營造公司共同得標，2018年完成電廠細部設計，2020年10月26日正式動工，2021年完成電廠沉砂池與廠房地下層結構體。石圳聯通管小水力發電廠預計於2023年6月竣工商轉。

## 設施

### 發電機組
| 名稱   | 發電機型號 | 水輪機型號           | 機組數量 | 發電方式 | 有效落差（公尺） | 單一機組用水量（CMS） | 容量（kW） | 取用水源                     | 商轉日期          | 狀態   |
| ------ | ---------- | -------------------- | -------- | -------- | ---------------- | --------------------- | ---------- | ---------------------------- | ----------------- | ------ |
| 一號機 | 交流發電機 | 豎軸法蘭西斯式水輪機 | 1        | 川流式   | 45.4             | 12                    | 4,540      | 石門水庫增設取水工（大漢溪） | 2023年6月（預計） | 施工中 |